# Psychotria turrubarensis
Psychotria turrubarensis är en måreväxtart som beskrevs av William Carl Burger och Q.Jiménez. Psychotria turrubarensis ingår i släktet Psychotria och familjen måreväxter. Inga underarter finns listade i Catalogue of Life.